# Kanmas, Aland
Kanmas là một làng thuộc tehsil Aland, huyện Gulbarga, bang Karnataka, Ấn Độ.